# 恵庭郵便局
恵庭郵便局（えにわゆうびんきょく）は北海道恵庭市にある郵便局。民営化前の分類では集配普通郵便局であった。

## 概要
住所：〒061-1499 北海道恵庭市住吉町2-5-12

## 沿革
- 1897年（明治30年）9月1日 - 漁（いざり）郵便局（三等）として開設[1]。
- 1898年（明治31年）11月16日 - 貯金取扱を開始。
- 1899年（明治32年）3月16日 - 為替取扱を開始。
- 1918年（大正7年）2月1日 - 恵庭郵便局に改称[2]。
- 1958年（昭和33年）4月7日 - 中恵庭郵便局[3]から電話交換事務の取扱を移管[4]。
- 1966年（昭和41年）7月23日 - 電話交換および和文電報配達業務を恵庭電報電話局に移管。
- 1971年（昭和46年）7月13日 - 特定郵便局から普通郵便局に局種別改定。
- 1975年（昭和50年）11月9日 - 恵庭市漁町から、同市住吉町に局舎を新築、移転。
- 1996年（平成8年）11月1日 - 恵庭柏木通簡易郵便局の廃止に伴い、取扱事務を承継。
- 1999年（平成11年） - 外国通貨の両替および旅行小切手の売買に関する業務取扱を開始。
- 2006年（平成18年）9月19日 - 島松郵便局から集配業務を移管[5]。
- 2007年（平成19年）10月1日 - 民営化に伴い、併設された郵便事業恵庭支店に一部業務を移管。
- 2012年（平成24年）10月1日 - 日本郵便株式会社の発足に伴い、郵便事業恵庭支店を恵庭郵便局に統合。

## 取扱内容
- 郵便、印紙、ゆうパック、内容証明
- 貯金、為替、振替、振込、国際送金、外貨両替・トラベラーズチェック、国債、投資信託
- 生命保険、バイク自賠責保険、自動車保険、がん保険、引受条件緩和型医療保険
- ゆうちょ銀行ATM
- 恵庭市内の集配業務
- ゆうゆう窓口

## 周辺
- 恵庭南病院
- 恵庭市立図書館分館
- 恵庭市立和光小学校
- 北海道吉野石膏本社

## アクセス
- JR千歳線 恵庭駅から南西へ約1km（徒歩約11分）
- 北海道中央バス 恵庭駅通停留所もしくは恵庭公園通停留所下車
- 道央自動車道 恵庭ICから北東へ約3km
- 駐車場あり：10台